# Илмари Крон
Илмари Хенрик Рейнхолд Крон (на фински: Ilmari Henrik Reinhold Krohn) е финландски композитор, музиколог и органист.
Роден е на 8 ноември 1867 година в Хелзингфорс в семейството на известния фолклорист Юлиус Крон. През 1890 година завършва Лайпцигската консерватория, дълго време работи като органист в Тампере (1894 – 1905) и Хелзинки (1911 – 1944). През 1918 – 1935 година преподава музикознание в Хелзинкския университет, автор е на учебници по теория на музиката и монографии за финската народна музика и творчеството на Ян Сибелиус и Антон Брукнер.
Илмари Крон умира на 25 април 1960 година в Хелзинки.